# علم بيرم كراي
أعتمد علم بيرم كراي في 17 نيسان - أبريل من سنة 2003. ويتكون علم بيرم كراي من مستطيل مقسم إلى صليب أبيض يقسم العلم إلى أربع مربعات مربع أزرق ومربع أحمر في القسم الأعلى من العلم ومربع أحمر ومربع أزرق في القسم الأسفل من العلم.

## الرمزية
يرمز اللون الأبيض إلى السلام والفضيلة وإلى نقاء فكر سكان المنطقة أما اللون الأزرق فيرمز إلى الحرارة وجمال ونعومة المواقف الإنسانية وإلى كذلك البحيرات والأنهار وثروات الموارد المائية الموجودة في المنطقة بينما يرمز اللون الأحمر إلى الجرأة والشجاعة.